# Školní naučná stezka Thomayerovy sady
Školní naučná stezka Thomayerovy sady, nebo jen naučná stezka Thomayerovy sady, je naučná stezka v městském parku Thomayerovy sady v Praze 8 Libni. Geograficky se také nachází v geomorfologickém celku Pražská plošina patřící do Brdské oblasti.

## Popis a historie stezky
Školní naučná stezka Thomayerovy sady začíná na Elsnicově náměstí a vede kolem řeky Rokytky (přítok řeky Vltava) a pak přes Thomayerovy sady mezi libeňským zámkem a slepým ramenem Vltavy s loděnicemi a bývalým přístavem a nakonec do skalnaté stráně s malebnými výhledy. Stezka je zaměřena historií Libně a Thomayerových sadů, živou a neživou přírodu a život a dílo spisovatele, archeologa a pedagoga Eduarda Štorcha (1878-1956), který žil v Libni. Trasa stezky, která vznikla v září 2006 a má délku 1 km, vede po asfaltových cestách. Stezku založila Mgr. Dominika Dobrylovská společně se žáky Základní školy Bohumila Hrabala (Zenklova 52, Praha 8). Stezka je celoročně volně přístupná.

## Seznam zastavení s informačními panely
1. Úvod, historie Thomayerových sadů
2. Libeň a libeňský zámek
3. Rokytka
4. Využití vodních toků člověkem
5. Savci
6. Když je vody příliš…
7. Živá Vltava
8. Ryby a rybaření ve Vltavě
9. Obojživelníci a plazi
10. Prameny, studánka Libeňka
11. Geologie území
12. Mechorosty a lišejníky
13. Bezobratlí
14. Eduard Štorch
15. Byliny
16. Listnaté stromy
17. Ptáci v parku
18. Jehličnaté stromy
19. Keře
20. Libeňské památky

## Galerie

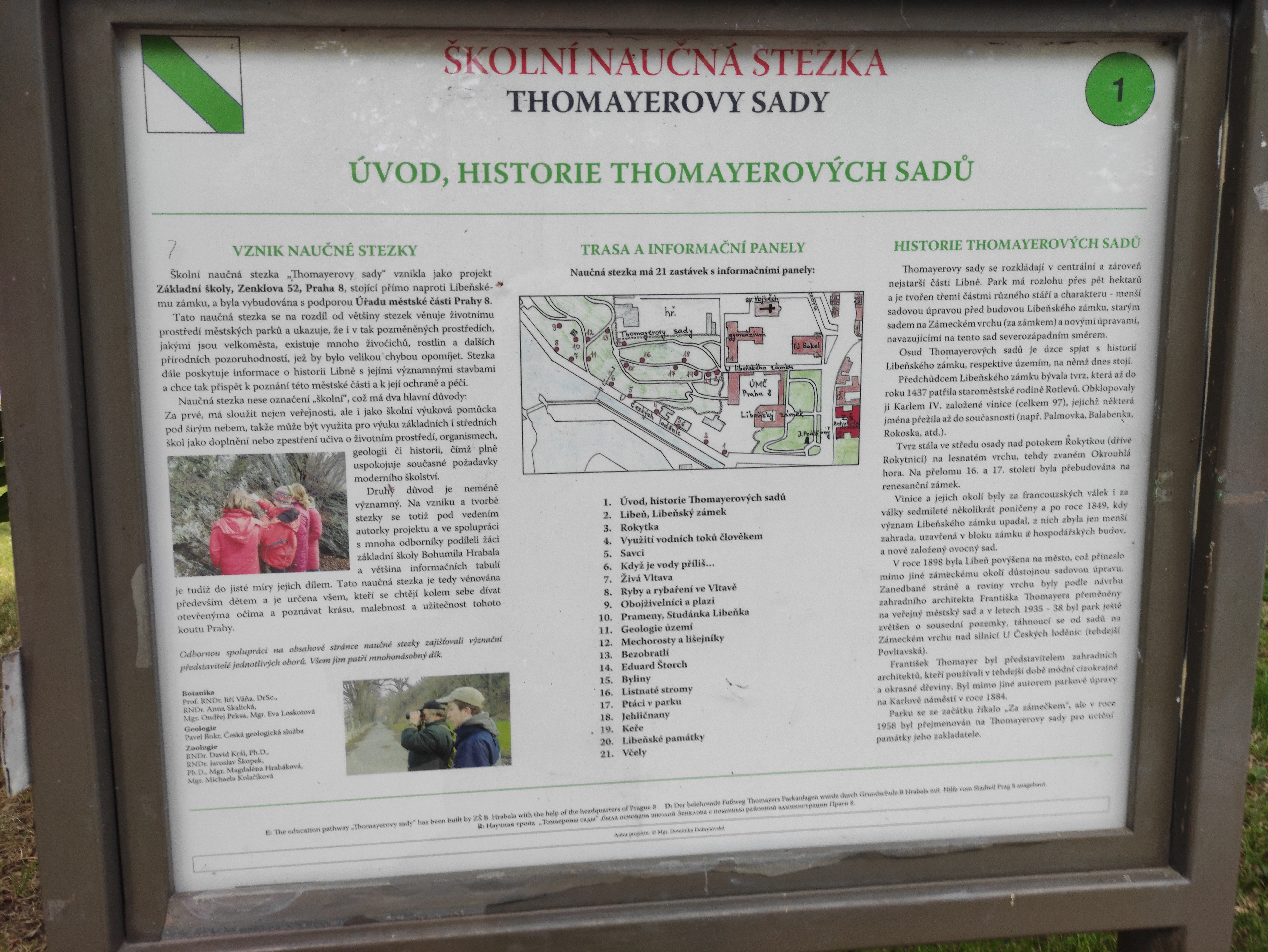
1. zastavení
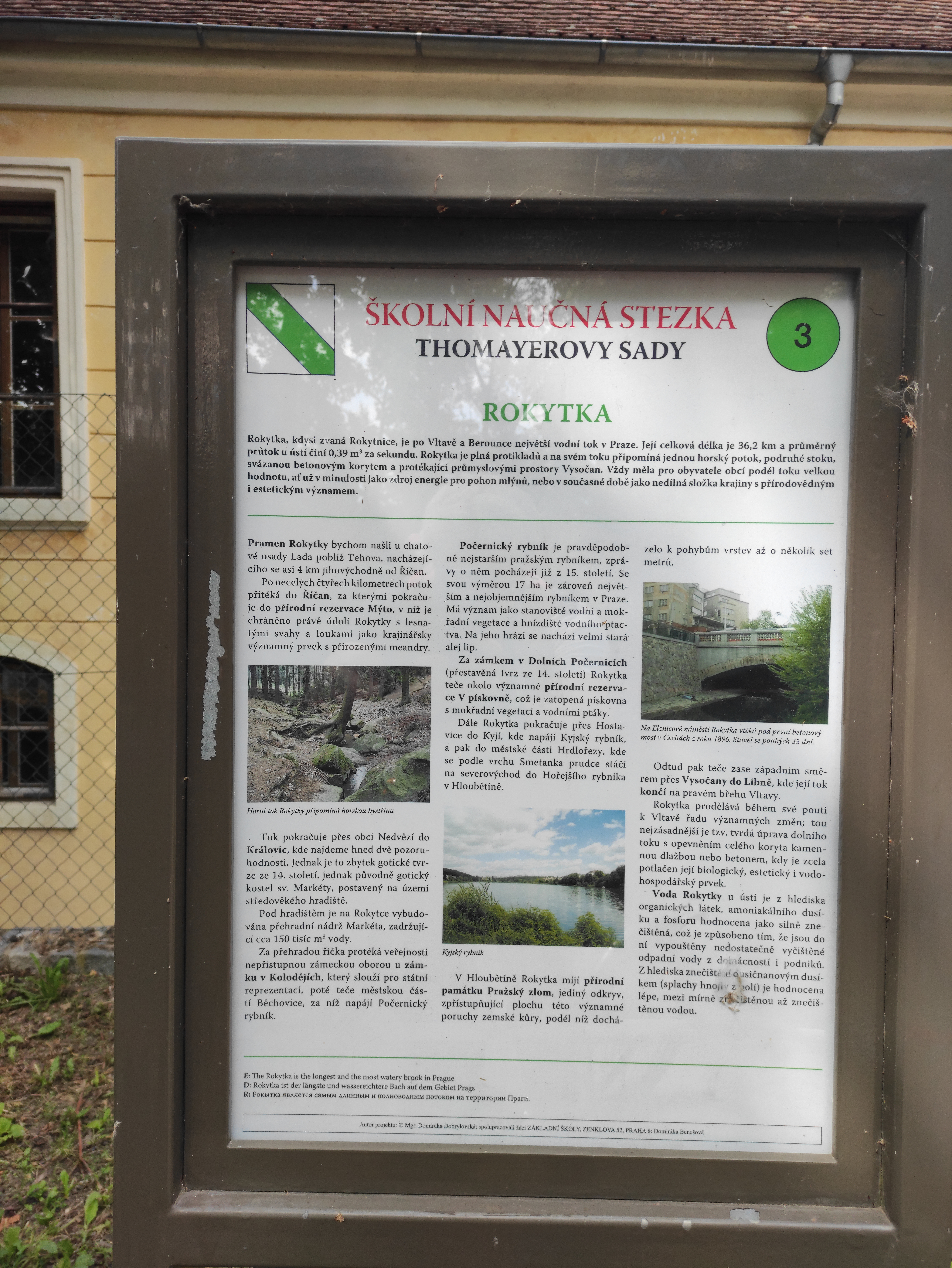
2. zastavení
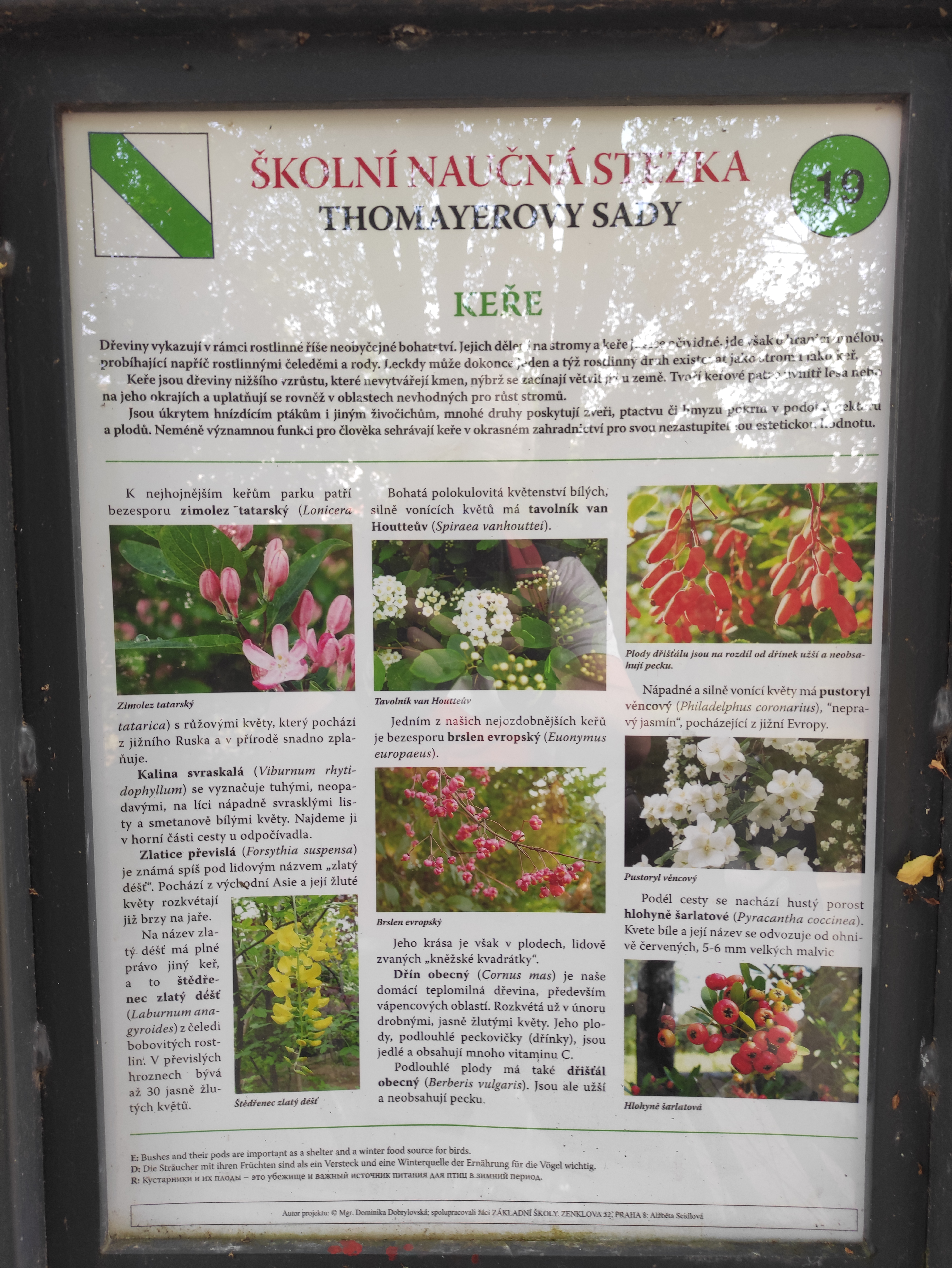
10. zastavení
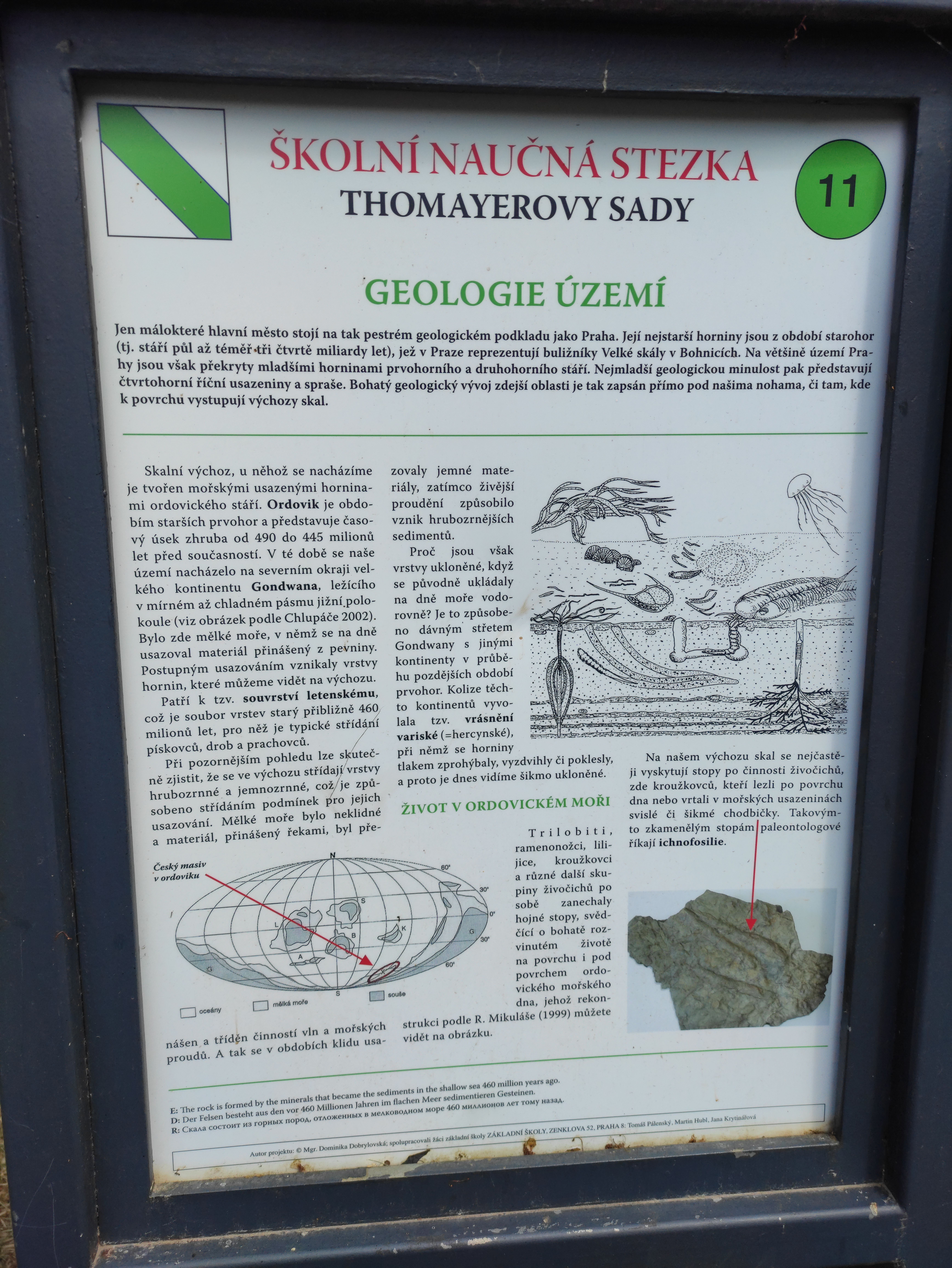
11. zastavení
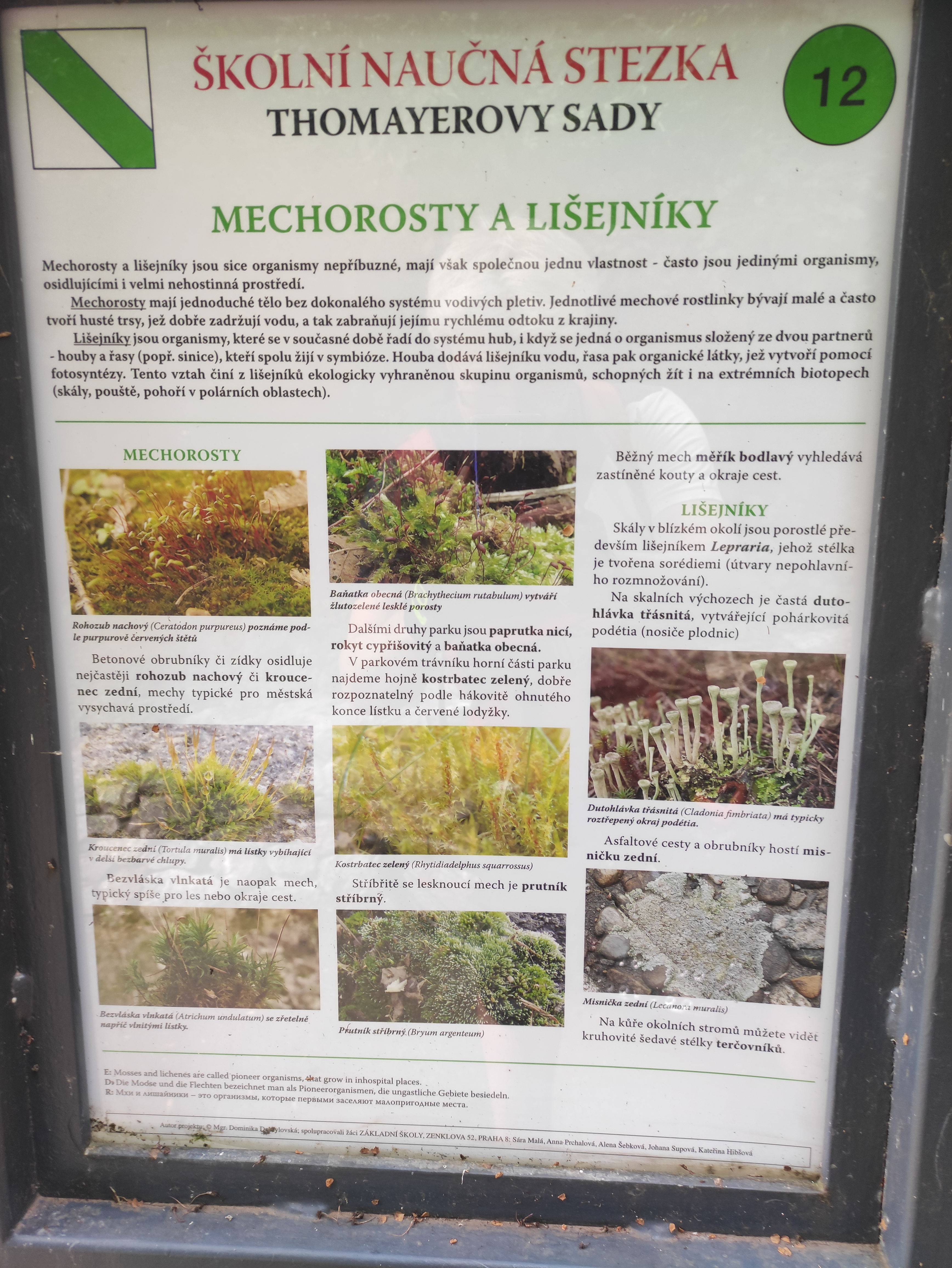
12. zastavení
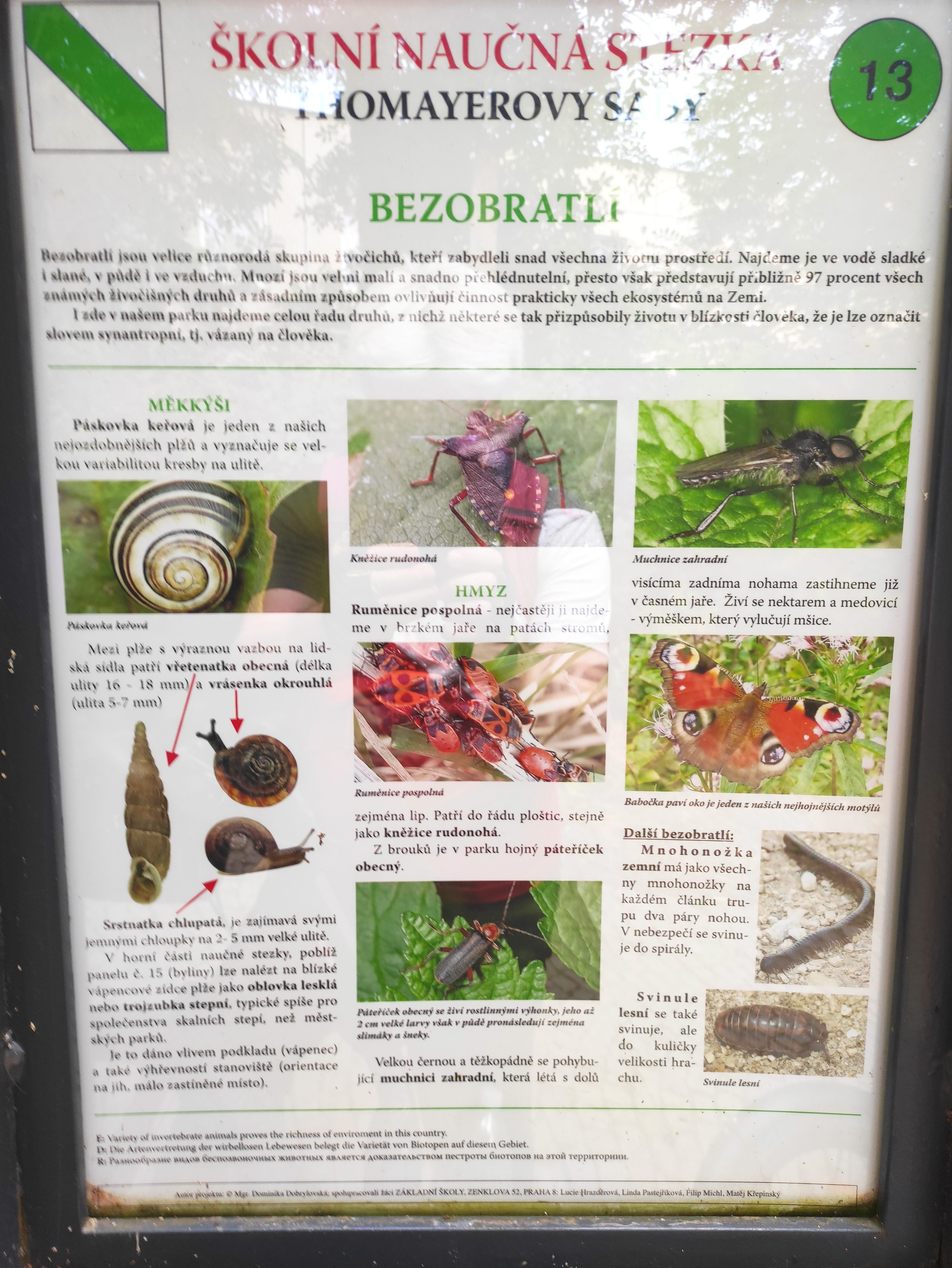
13. zastavení
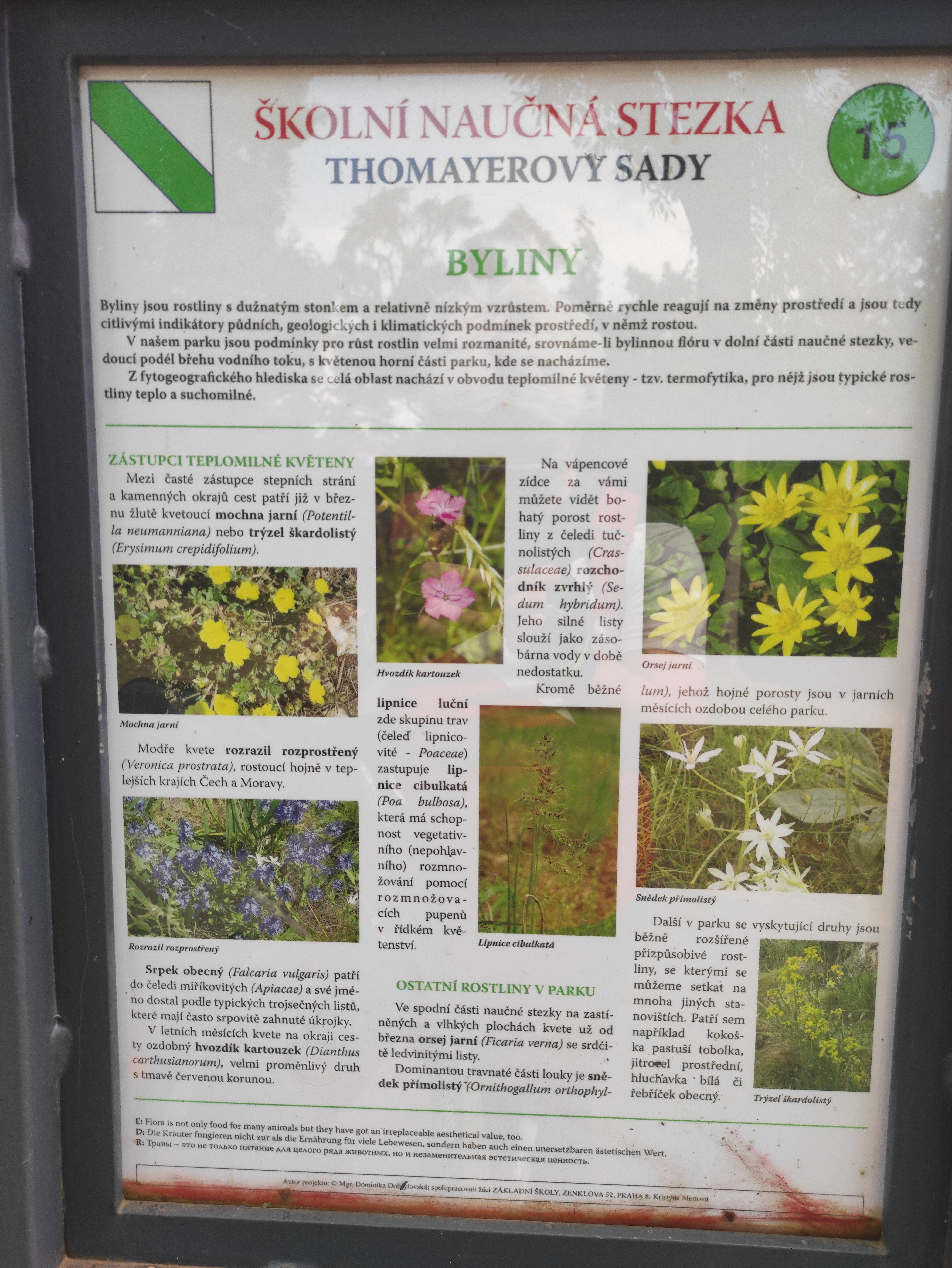
15. zastavení
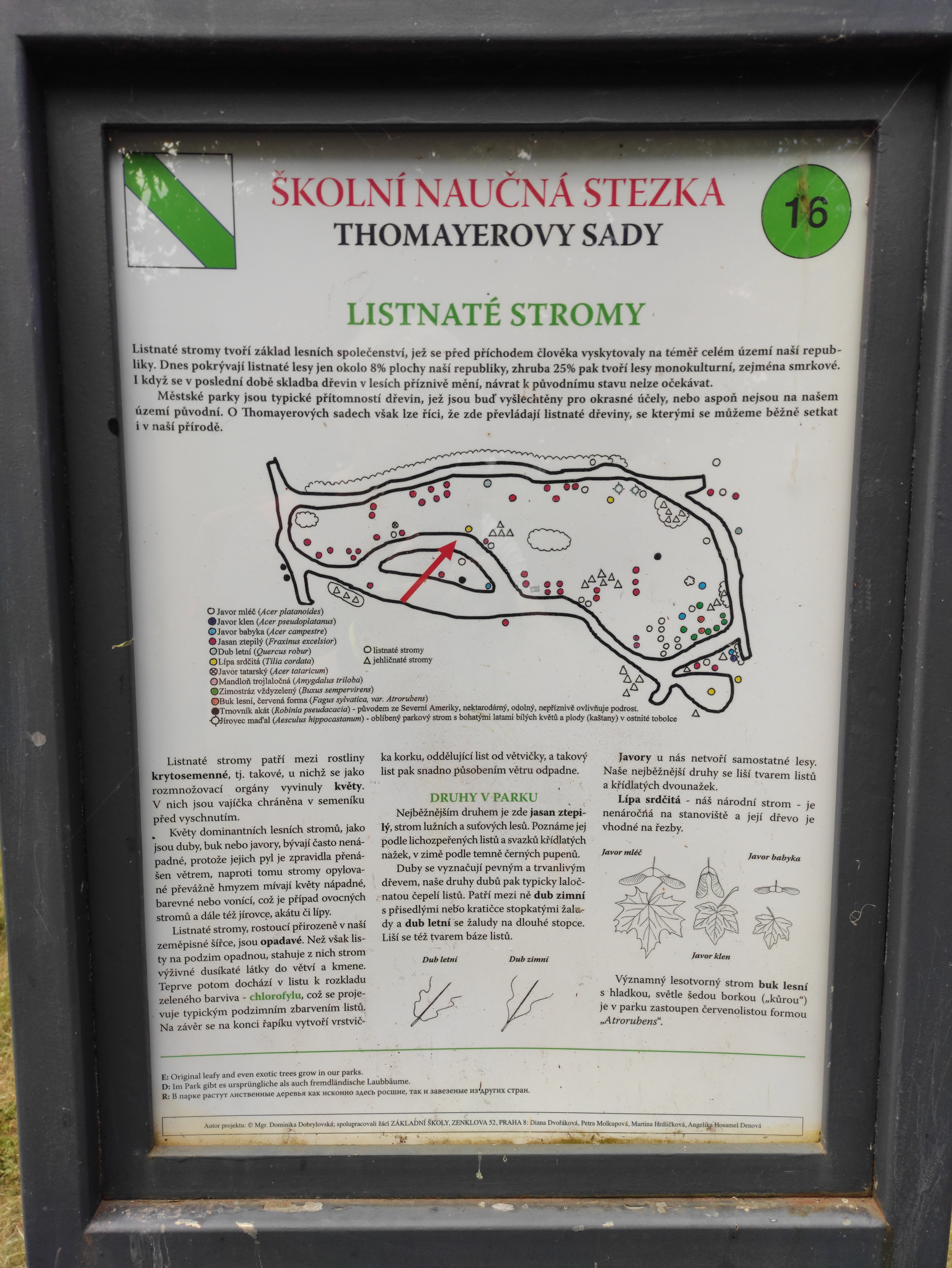
16. zastavení
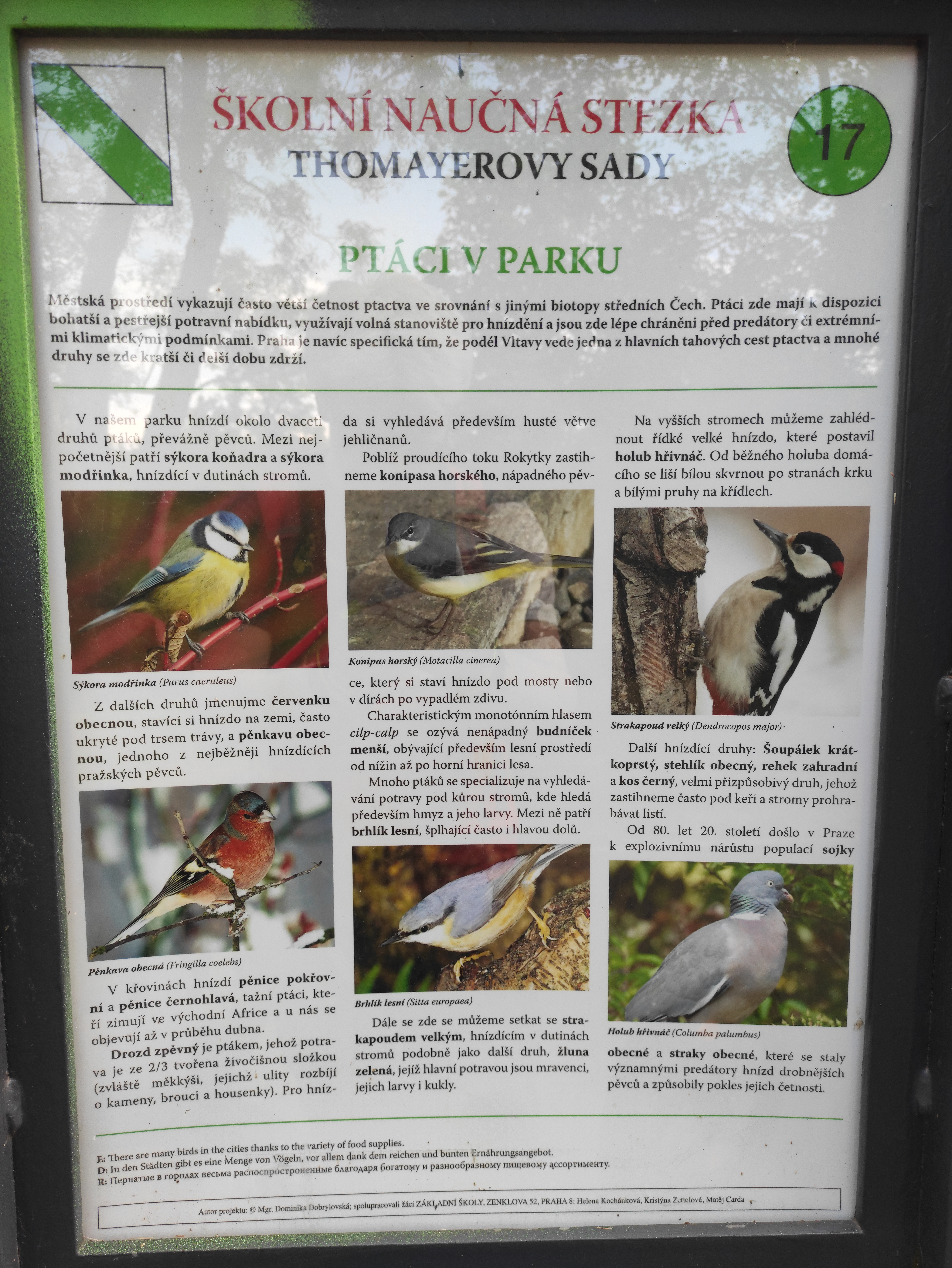
17. zastavení
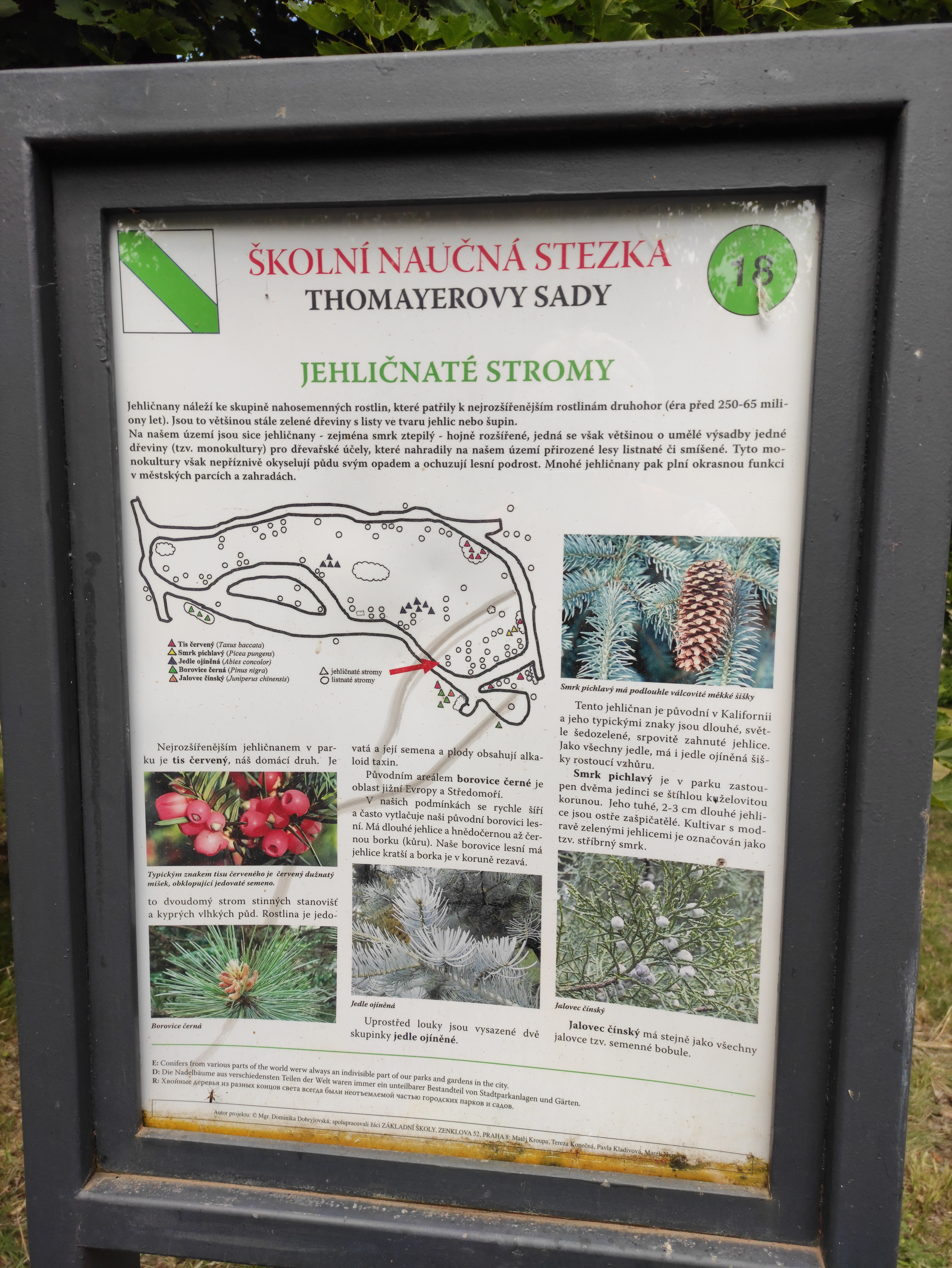
18. zastavení
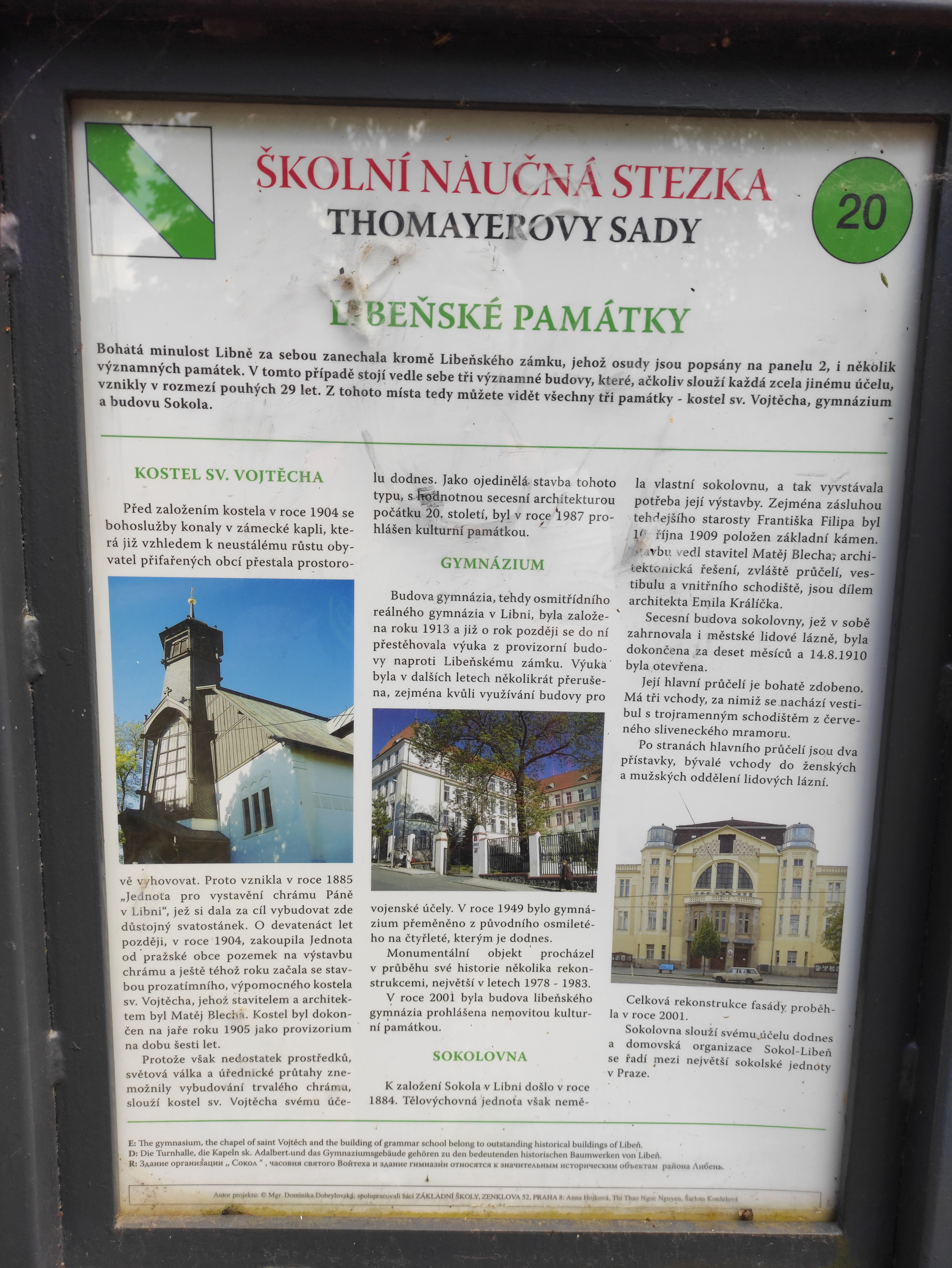
20. zastavení
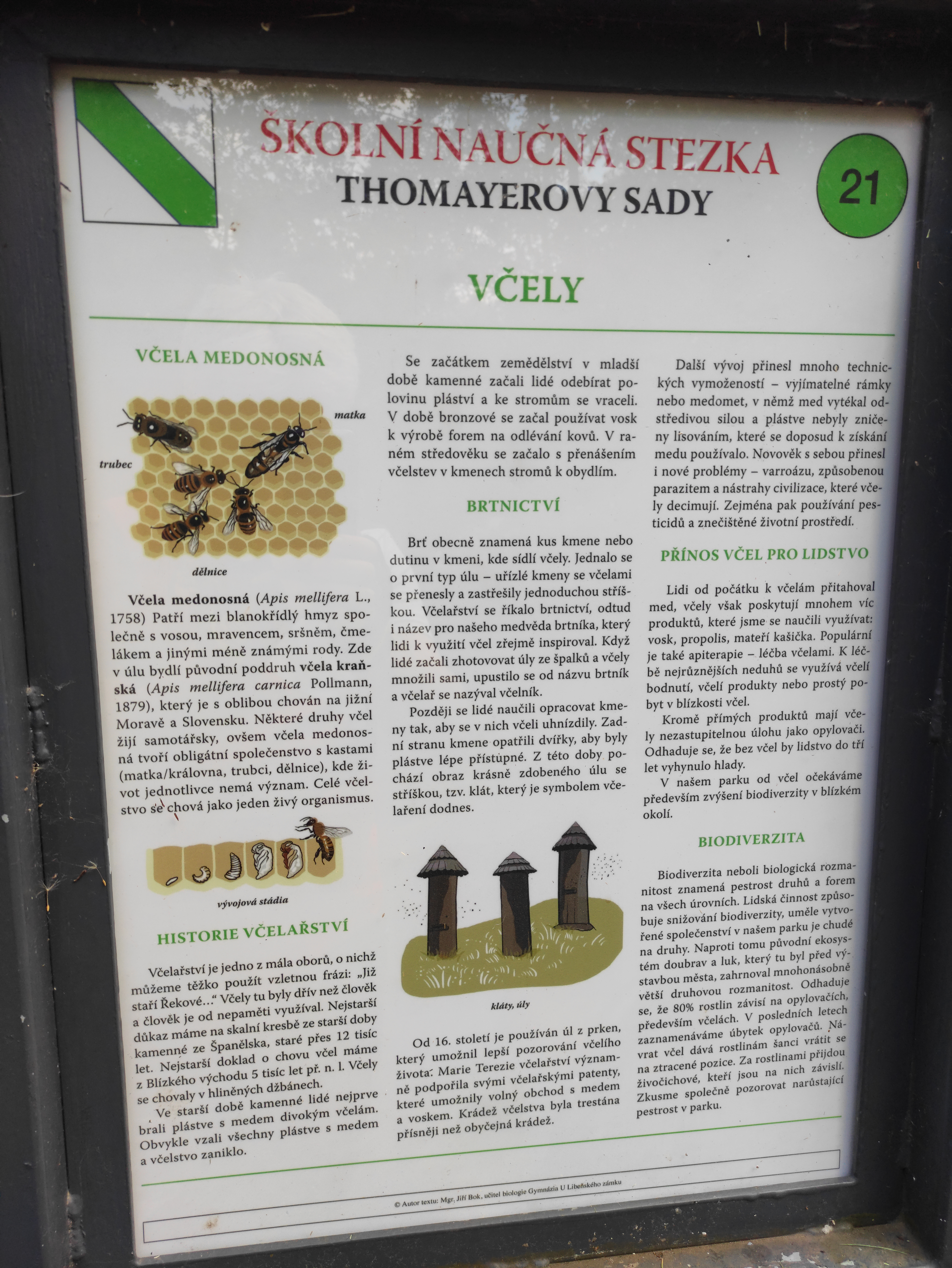
21. zastavení